# Valeria Bruni Tedeschi
Valeria Bruni Tedeschi (Torino, 16 novembre 1964) è un'attrice, regista, sceneggiatrice e montatrice italiana naturalizzata francese.
Durante la sua carriera in Italia, ha vinto quattro David di Donatello per la migliore attrice protagonista per La seconda volta (1996), per La parola amore esiste (1998), per Il capitale umano (2014) e per La pazza gioia (2017) e un David di Donatello per la migliore attrice non protagonista per L'arte della gioia (2025) . In Francia ha vinto un Premio César per la migliore promessa femminile per Le persone normali non hanno niente di eccezionale (1994).
Ha ricevuto inoltre tre candidature come miglior attrice agli European Film Awards: per CinquePerDue - Frammenti di vita amorosa (2004) di François Ozon, e per Il capitale umano (2013) e La pazza gioia (2016) di Paolo Virzì. Il suo esordio alla regia È più facile per un cammello... (2003) ha ricevuto premi al Tribeca Festival e il premio Louis-Delluc, oltre che candidature ai César e ai Nastri d'argento.

## Biografia
Nata in una ricca famiglia di Torino di origine ebraica, e figlia dell'industriale e compositore Alberto Bruni Tedeschi e della pianista e attrice Marisa Borini, ha una sorella e un fratello, Carla Bruni Sarkozy e Virginio (1959-2006, morto per complicazioni di AIDS e HIV), anche se Carla Bruni è figlia naturale dell'imprenditore torinese Maurizio Remmert. Si trasferì a 9 anni a Parigi per timore di rapimenti. A Nanterre frequentò i corsi di teatro alla École des Amandiers, dove insegnava Patrice Chéreau, che la aiuterà a esordire nel mondo del cinema nel 1987 con Hôtel de France del quale era regista. Ha interpretato numerosi film in Italia a partire da Storia di ragazzi e di ragazze di Pupi Avati e vinse il Premio David di Donatello nel 1996 per La seconda volta e nel 1998 per La parola amore esiste, entrambi di Mimmo Calopresti, in entrambe le occasioni come migliore attrice protagonista.
Ma è soprattutto in Francia che la sua carriera vive un momento d'oro negli anni duemila con numerosi ruoli da protagonista, spesso ritratti di donne fragili e tormentate. Come nel 1993 ne Le persone normali non hanno niente di eccezionale, di Laurence Ferreira Barbosa, grande successo di pubblico francese, che le fa vincere il premio César come miglior giovane promessa femminile e il premio come miglior interprete femminile al Locarno Film Festival. Un'ottima prova di recitazione la dà nel film CinquePerDue - Frammenti di vita amorosa di François Ozon, dove interpreta 5 episodi di una storia d'amore à rebours ambientati in epoche diverse e può passare in rassegna tutta una serie di emozioni, dal cinico distacco di un divorzio alla gioia dell'innamoramento. Per realizzare il film ha dovuto fare delle diete ingrassanti per adattare il fisico alle diverse età del personaggio, e il ruolo le è valso una candidatura agli European Film Awards 2004 come migliore attrice.
Nel 2003 avviene l'esordio alla regia con È più facile per un cammello... (Il est plus facile pour un chameau...), largamente autobiografico, con il quale ha vinto il Premio Louis-Delluc come migliore opera prima. Invece nel 2006 è regista e interprete della sua opera seconda, Attrici, riscuotendo enorme successo di critica e pubblico, rafforzando la sua immagine di artista e interprete sempre sensibile e raffinata. Nel 2009 gira Baciami ancora, la cui interpretazione le vale una candidatura ai Nastri d'argento come miglior attrice non protagonista. Nel 2013 presenta al Festival di Cannes 2013 il suo terzo film da regista: Un castello in Italia. Per diversi anni (2007-2012) è stata legata al noto attore francese Louis Garrel, con cui ha adottato una bimba africana, Céline.
Nel gennaio 2014 esce in Italia Il capitale umano, film diretto da Paolo Virzì, ispirato all'omonimo romanzo di Stephen Amidon. Nel film Valeria Bruni Tedeschi interpreta Carla Bernaschi, un'ex attrice sposata a un broker finanziario, ricca, ma annoiata e senza uno scopo di vita, che si trova alla fine in bilico fra varie responsabilità. La sua interpretazione ha un ampio riscontro di pubblico e critica: vince il premio per la migliore attrice al Tribeca Festival 2014, il Ciak d'oro per la migliore attrice protagonista, il suo terzo David di Donatello come migliore attrice protagonista, che dedica al maestro e amico Patrice Chéreau, scomparso l'anno precedente e viene candidata sia al Nastro d'argento sia all'European Film Award 2014. 
Nel 2017 vince il premio David di Donatello come miglior attrice protagonista nel film La pazza gioia, diretto da Paolo Virzì.
Nell'aprile 2021 rivolge, insieme ad altre personalità dello spettacolo e della cultura, un appello a Emmanuel Macron e pubblicato su Libération dopo l'arresto e l'immediata scarcerazione in libertà vigilata di una decina di ex terroristi italiani ed ex militanti di gruppi eversivi di sinistra, accusati e condannati in Italia per omicidio, sequestro, tentato omicidio. Un appello "per mantenere l'impegno della Francia nei confronti degli esiliati italiani per cui è stata richiesta l'estradizione". Nell'appello si dice anche che tutte le persone "hanno rispettato il loro impegno a rinunciare alla violenza" e che "alcuni in Italia li usano come spaventapasseri per obiettivi di politica interna che non ci riguardano". Tra i firmatari Georges Didi-Huberman, Annie Ernaux, Costa-Gavras, Jean-Luc Godard.
Nel 2021 ha interpretato, insieme a varie attrici, tra cui anche Diane Kruger, una serie di piccoli cortometraggi intitolati H24: si tratta di 24 episodi il cui scopo è quello di sensibilizzare e denunciare le molteplici forme di abusi sulle donne. Ogni episodio è basato su fatti realmente accaduti. La serie è stata presentata il 25 novembre, Giornata internazionale per l'eliminazione della violenza contro le donne. Nel 2022 torna nuovamente in concorso al Festival di Cannes con Forever Young - Les Amandiers. Nel 2025 interpreta, nella miniserie televisiva L'arte della gioia, la principessa Gaia Brandiforti, ruolo per il quale vince il suo quinto David di Donatello, il primo come migliore attrice non protagonista.

## Filmografia

### Attrice

#### Cinema
- Paulette, la pauvre petite milliardaire, regia di Claude Confortès (1986)
- Hôtel de France, regia di Patrice Chéreau (1987)
- Storia di ragazzi e di ragazze, regia di Pupi Avati (1989)
- La baule-les Pins, regia di Diane Kurys (1990)
- Fortune Express, regia di Olivier Schatzky (1991)
- L'uomo che ha perduto la sua ombra (L'homme qui a perdu son ombre), regia di Alain Tanner (1991)
- Agnés, regia di Giorgio Milanetti (1992)
- Le persone normali non hanno niente di eccezionale (Les gens normaux n'ont rien d'exceptionnel), regia di Laurence Ferreira Barbosa (1993)
- Condannato a nozze, regia di Giuseppe Piccioni (1993)
- La Regina Margot (La Reine Margot), regia di Patrice Chéreau (1994)
- Le livre de cristal, regia di Patricia Plattner (1994)
- Oublie-moi, regia di Noémie Lvovsky (1994)
- Montana Blues, regia di Jean-Pierre Bisson (1995)
- La seconda volta, regia di Mimmo Calopresti (1995)
- Mon homme, regia di Bertrand Blier (1996)
- Les menteurs, regia di Elie Chouraqui (1996)
- Le Cœur fantôme, regia di Philippe Garrel (1996)
- Nénette e Boni (Nénette et Boni), regia di Claire Denis (1996)
- Encore, regia di Pascal Bonitzer (1996)
- Amour et confusions, regia di Patrick Braoudé (1997)
- J'ai horreur de l'amour, regia di Laurence Ferreira Barbosa (1997)
- Namai, regia di Šarūnas Bartas (1997)
- On a très peu d'amis, regia di Sylvain Monod (1998)
- La parola amore esiste, regia di Mimmo Calopresti (1998)
- Ceux qui m'aiment prendront le train, regia di Patrice Chéreau (1998)
- Il colore della menzogna (Au coeur du mensonge), regia di Claude Chabrol (1998)
- La balia, regia di Marco Bellocchio (1999)
- La vie ne me fait pas peur, regia di Noémie Lvovsky (1999)
- Rien à faire, regia di Marion Vernoux (1999)
- Les cendres du paradis, regia di Dominique Crèvecoeur (2000)
- Voci, regia di Franco Giraldi (2001)
- Le lait de la tendresse humaine, regia di Dominique Cabrera (2001)
- L'inverno, regia di Nina Di Majo (2002)
- Pelle d'angelo (Peau d'ange), regia di Vincent Pérez (2002)
- Dieci minuti più vecchio: il violoncellista, regia di Bernardo Bertolucci - episodio "Histoire d'eaux" (2002)
- Ah! Se fossi ricco (Ah! Si j'étais riche), regia di Gérard Bitton e Michel Munz (2002)
- La felicità non costa niente, regia di Mimmo Calopresti (2003)
- È più facile per un cammello... (Il est plus facile pour un chameau...), regia di Valeria Bruni Tedeschi (2003)
- La vita come viene, regia di Stefano Incerti (2003)
- I sentimenti (Les sentiments), regia di Noémie Lvovsky (2003)
- CinquePerDue - Frammenti di vita amorosa (5x2), regia di François Ozon (2004)
- Questa casa non è un albergo (Crustacés & coquillages), regia di Olivier Ducastel e Jacques Martineau (2005)
- Tickets, regia di Ermanno Olmi (2005)
- Il tempo che resta (Le temps qui reste), regia di François Ozon (2005)
- Quartier V.I.P., regia di Laurent Firode (2005)
- Un couple parfait, regia di Nobuhiro Suwa (2005)
- Munich, regia di Steven Spielberg (2005)
- Un'ottima annata - A Good Year (A Good Year), regia di Ridley Scott (2006)
- Actrices, regia di Valeria Bruni Tedeschi (2007)
- Faut que ça danse!, regia di Noémie Lvovsky (2007)
- L'abbuffata, regia di Mimmo Calopresti (2007)
- Alibi e sospetti (Le grand alibi), regia di Pascal Bonitzer (2008)
- Les regrets, regia di Cédric Kahn (2009)
- Baciami ancora, regia di Gabriele Muccino (2010)
- Tutti per uno (Les Mains en l'air), regia di Romain Goupil (2010)
- Padroni di casa, regia di Edoardo Gabbriellini (2012)
- Viva la libertà, regia di Roberto Andò (2013)
- Un castello in Italia (Un château en Italie), regia di Valeria Bruni Tedeschi (2013)
- Il capitale umano, regia di Paolo Virzì (2014)
- Saint Laurent, regia di Bertrand Bonello (2014)
- La buca, regia di Daniele Ciprì (2014)
- Les jours venus, regia di Romain Goupil (2015)
- Latin Lover, regia di Cristina Comencini (2015)
- Il condominio dei cuori infranti (Asphalte), regia di Samuel Benchetrit (2015)
- La pazza gioia, regia di Paolo Virzì (2016)
- Ma Loute, regia di Bruno Dumont (2016)
- L'amore secondo Isabelle (Un beau soleil intérieur), regia di Claire Denis (2017)
- Van Gogh - Tra il grano e il cielo, regia di Giovanni Piscaglia (2018)
- I villeggianti (Les Estivants), regia di Valeria Bruni Tedeschi (2018)
- Aspromonte - La terra degli ultimi, regia di Mimmo Calopresti (2019)
- Only the Animals - Storie di spiriti amanti (Seules les bêtes), regia di Dominik Moll (2019)
- Estate '85 (Été 85), regia di François Ozon (2020)
- Gli indifferenti, regia di Leonardo Guerra Seràgnoli (2020)
- A letto con Sartre (Cette musique ne joue pour personne), regia di Samuel Benchetrit (2021)
- Parigi, tutto in una notte (La Fracture), regia di Catherine Corsini (2021)
- Gli amori di Anaïs (Les Amours d'Anaïs), regia di Charline Bourgeois-Tacquet (2021)
- Enquête sur un scandale d'État, regia di Thierry de Peretti (2021)
- La Ligne - La linea invisibile (La Ligne), regia di Ursula Meier (2022)
- Te l'avevo detto, regia di Ginevra Elkann (2023)
- Il n'y a pas d'ombre dans le désert, regia di Yossi Aviram (2023)
- Une vie rêvée, regia di Morgan Simon (2024)
- Eterno visionario, regia di Michele Placido (2024)
- L'attachement, regia di Carine Tardieu (2024)
- Duse, regia di Pietro Marcello (2025)
- Cinque secondi, regia di Paolo Virzì (2025)

#### Televisione
- Cinema 6 - serie TV, 1 episodio (1987)
- Les jupons de la révolution - serie TV, 1 episodio (1989)
- Condorcet - miniserie TV (1989)
- Sandra, c'est la vie - film TV (1992)
- Haute tension - serie TV, 1 episodio (1992)
- Une femme pour moi - film TV (1993)
- 3000 scénarios contre un virus - serie TV, 1 episodio (1994)
- Les années lycée: Petites - film TV (1997)
- Scénarios sur la drogue - serie TV, 1 episodio (2000)
- In Treatment - serie TV (2013)
- Paris, etc. - serie TV (2017)
- Call My Agent - Italia – serie TV, episodio 2x01 (2024)
- L'arte della gioia, regia di Valeria Golino e Nicolangelo Gelormini – miniserie TV, 4 puntate (2024)

#### Cortometraggi
- Bisbille, regia di Roch Stéphanik (1988)
- Dis-moi oui, dis-moi non, regia di Noémie Lvovsky (1989)
- Un sale quart d'heure pour l'art, regia di Eric Bitoun (1990)
- Les aphrorécits, regia di Caroline Sarrion (1992)
- Quand Fred rit, regia di Corine Blue (1993)
- Rien à dire, regia di Vincent Pérez (1999)

### Regista
- È più facile per un cammello... (Il est plus facile pour un chameau...) (2003)
- Actrices (2007)
- Un castello in Italia (Un château en Italie) (2013)
- Une jeune fille de 90 ans (2016)
- I villeggianti (Les estivants) (2018)[7]
- Forever Young - Les Amandiers (Les Amandiers) (2022)

### Sceneggiatrice
- È più facile per un cammello... (Il est plus facile pour un chameau...) (2003)
- Actrices (2007)
- Un castello in Italia (Un château en Italie) (2013)
- I villeggianti (Les estivants) (2018)
- Forever Young - Les Amandiers (Les Amandiers) (2022)

### Doppiatrice
- Van Gogh - Tra il grano e il cielo, regia di Giovanni Piscaglia (2018)
- Estate '85, regia di François Ozon (2020)

## Doppiatrici italiane
- Tiziana Avarista in Only the Animals - Storie di spiriti amanti, Parigi, tutto in una notte, Gli amori di Anaïs, A letto con Sartre
- Chiara Colizzi ne Il colore della menzogna
- Nathalie Daunizeau in Munich
- Anna Sesia in Un'ottima annata - A Good Year
- Renata Bertolas in Actrices
- Giò Giò Rapattoni in Alibi e sospetti
- Nunzia Di Somma ne L'amore secondo Isabelle

## Riconoscimenti
- David di Donatello
  - 1996 – Migliore attrice protagonista per La seconda volta
  - 1998 – Migliore attrice protagonista per La parola amore esiste
  - 2013 – candidatura a Migliore attrice protagonista per Viva la libertà
  - 2014 – Migliore attrice protagonista per Il capitale umano
  - 2017 – Migliore attrice protagonista per La pazza gioia[8]
  - 2020 – candidatura a Migliore attrice protagonista per I villeggianti
  - 2025 – Migliore attrice non protagonista per L'arte della gioia

- Premio César
  - 1994 – Migliore promessa femminile per Le persone normali non hanno niente di eccezionale
  - 1997 – candidatura a Migliore attrice non protagonista per Mon homme
  - 2004 – candidatura a Migliore opera prima per È più facile per un cammello...
  - 2017 – candidatura a Migliore attrice non protagonista per Ma Loute
  - 2021 – candidatura a Migliore attrice non protagonista per Estate '85
  - 2022 – candidatura a Migliore attrice per Parigi, tutto in una notte
  - 2023 – candidatura a Migliore sceneggiatura originale per Forever Young - Les Amandiers

- Nastro d'argento
  - 1996 – candidatura a Migliore attrice protagonista per La seconda volta
  - 1997 – candidatura a Migliore attrice protagonista per Le persone normali non hanno niente di eccezionale
  - 1999 – candidatura a Migliore attrice protagonista per La parola amore esiste
  - 2005 – candidatura a Miglior regista esordiente per È più facile per un cammello...
  - 2010 – candidatura a Migliore attrice non protagonista per Baciami ancora
  - 2011 – Nastro d'argento europeo per Tutti per uno
  - 2014 – candidatura a Migliore attrice protagonista per Il capitale umano
  - 2015 – candidatura a Migliore attrice non protagonista per Latin Lover
  - 2016 – Migliore attrice protagonista per La pazza gioia
  - 2016 – Premio Shiseido per La pazza gioia
  - 2023 – Nastro d'argento europeo per Forever Young - Les Amandiers
- Nastri d'argento - Grandi Serie
  - 2025 – Migliore attrice non protagonista per L'arte della gioia[9]

- Globo d'oro
  - 2020 – Miglior attrice per Aspromonte - La terra degli ultimi
  - 2021 – candidatura a Miglior attrice per Gli indifferenti

- Ciak d'oro
  - 2014 – Migliore attrice protagonista per Il capitale umano[10]

- Tribeca Festival
  - 2003 – Miglior regista emergente per È più facile per un cammello...
  - 2003 – Migliore attrice per È più facile per un cammello...
  - 2014 – Migliore attrice per Il capitale umano

- Mostra internazionale d'arte cinematografica di Venezia
  - 1999 – Premio Pasinetti per la migliore attrice per Rien à faire
  - 2004 – Premio Pasinetti per la migliore attrice per CinquePerDue - Frammenti di vita amorosa[11]

- Altri premi 
  - 2003 – Premio Louis-Delluc, Miglior primo film per È più facile per un cammello...
  - 2007 – Festival di Cannes, Prix spécial du Jury Un Certain Regard per Attrici[12]
  - 2017 – Bari International Film Festival, Premio Anna Magnani – Migliore attrice protagonista per La pazza gioia